# Pastoor van Arskerk (Tilburg)
De Pastoor van Arskerk is een voormalige parochiekerk in de Noord-Brabantse stad Tilburg. Het gebouw is gelegen aan de Beneluxlaan 74.

## Geschiedenis
Deze kerk werd gebouwd in 1960, voor de wijk Zand II. Architect was Ted van der Bolt. Zij was toegewijd aan de heilige Johannes Maria Vianney, bekend als de pastoor van Ars.
De kerk werd in 1975 onttrokken aan de eredienst. In 1977 kwamen er een wijkcentrum en een filiaal van de Openbare Bibliotheek in het gebouw. 
In 2018 werd het gebouw geklasseerd als gemeentelijk monument.

## Architectuur
Het gebouw, in de stijl van het naoorlogs modernisme, heeft een achthoekige plattegrond en een plat dak waarop zich in het midden een puntvormige toren met gekleurd glas bevindt die als lichtkoepel dienst doet. Dit leverde aan de kerk de bijnaam de Citroenpers op. 
In het kader van de herbestemming werden in de zijgevels extra ramen aangebracht.